# راسيل إيفانز سميث
راسيل إيفانز سميث (بالإنجليزية: Russell Evans Smith)‏ هو ضابط وقاضي ومحامي أمريكي، ولد في 16 نوفمبر 1908 في بوتي في الولايات المتحدة، وتوفي في 29 مارس 1990.